# بخش کوندوم
بخش کوندوم (به فرانسوی: Arrondissement de Condom) یک بخش در فرانسه است که در ژر واقع شده‌است.